# Зов Ктулху (настольная игра)
Зов Ктулху (англ. «Call of Cthulhu», иногда употребляется в виде сокращения CoC, по первым буквам английского названия) — настольная ролевая игра по мотивам Мифов Ктулху, которые основаны на произведениях Говарда Филлипса Лавкрафта. Название игры является отсылкой к одному из самых знаменитых произведений Лавкрафта — «Зов Ктулху». Игра разрабатывается компанией Chaosium, первое издание было выпущено в 1981 году, к настоящему времени выпущена уже седьмая редакция игры.
Русская локализация произведена компанией Hobby World в 2020 году. Базой для ролевой системы выступает Basic Role-Playing (BRP) с дополнительными механиками влияния на рассудок и удачу игровых персонажей.

## Игровой процесс

### Сеттинг
Сеттинг «Зова Ктулху» — это более мрачная версия нашего мира, основанная на наблюдении Лавкрафта (из его эссе «Сверхъестественный ужас в литературе») о том, что «Страх — самое древнее и сильное из человеческих чувств, а самый древний и самый сильный страх — страх неведомого». События оригинальной игры, впервые опубликованной в 1981 году, происходят в 1920-х годах, в сеттинге Мифов Ктулху. Позже вышло дополнение «Ктулху при газовом свете», в котором присутствовал оккультизм, а действие происходило в Англии 1890-х годов. Действие дополнений «Ктулху сейчас» и «Дельта Грин» связаны с заговорами и происходят в современную эпоху и 1980-е годы. Так же есть дополнения действия которых происходят за 1000 лет до нашей эры («Ктулху:Тёмные века»), в XXIII веке («Восхождение Ктулху») и в древнем Риме («Ктулху Инвиктус»). Главные герои также могут путешествовать за пределами Земли: например, в Мире грёз (доступ к которым возможен преимущественно через сны), иных измерениях, на других планетах или в дальнем космосе. В соответствии с тематикой, мастера (ведущие) игры называются Хранителями Тайных Знаний или просто Хранителями, а персонажи игроков — Сыщиками или Исследователями Неведомого.
Несмотря на то, что игра в основном сосредоточена на фантастике и ужасах Лавкрафта, играть в сеттинге Мифов Ктулху не обязательно. Система позволяет проходить сюжеты, не относящиеся к Лавкрафту, основанные на фольклоре, городских легендах, произведениях других авторов, фильмах ужасов или в авторских мирах, созданных мастером игры и/или игроками. Кроме того, хотя начало 1900-х годов является основной канонической игровой эпохой, в правилах присутствуют характеристики для игры и в современных или футуристических периодах.

### Механики
CoC использует процентные кубики (десятигранные, с результатами от 1 до 100) для определения успеха или неудачи. Существует вероятность успеха для определенного действия в зависимости от навыков персонажа. Например, у художника может быть 75% шанс что-то нарисовать (что выражается в 75 в навыке Искусство (рисование)), и, таким образом, выпадение числа меньше 75 приведет к успеху. Бросок 1 ⁄ 2 уровня навыка или меньше (в примере - от 1 до 37) будет считаться «Трудным успехом», а 1 ⁄ 5 - будет считаться «Чрезвычайным успехом» (от 1 до 15) и гарантирует лучшее выполнение задачи. Например, персонаж-художник может рисовать особенно хорошо или очень быстро, а при изучении чужих произведений способен улавливать какие-то незаметные детали на рисунке. При Чрезвычайном успехе же он сумеет обнаружить, например, тайный шифр, скрытый автором картины от чужих глаз прямо на полотне.
Игроки берут на себя роли обычных людей (детективов, преступников, ученых, художников, ветеранов войны и т.д), вовлеченных в мир неведомого. По мере того, как персонажи узнают больше об истинных ужасах мира и несущественности человечества, их здравомыслие (представленное «Пунктами рассудка», сокращенно РАС) постепенно угасает. Игра включает в себя механизм для определения того, насколько поврежден рассудок персонажа в данный момент; Встреча с ужасными существами обычно приводит к потере пунктов РАС. Чтобы получить инструменты, необходимые для победы над ужасами - мистические знания и магию - персонажи могут в конечном итоге потерять часть своего рассудка, хотя существуют и другие средства, такие как грубая огневая мощь, возможность договориться или перехитрить своих противников. CoC принято считать игрой, в которой персонаж игрока довольно часто умирает при ужасных обстоятельствах или завершает свою путь в психиатрической лечебнице. Победа игроков не гарантируется.

## История

### Издания
| Издание                  | Дата публикации | Описание |
| ------------------------ | --------------- | --- |
| 1-е издание              | 1981            | |
| 2-е издание              | 1983            | |
| 3-е издание              | 1986            | |
| 4-е издание              | 1989            | |
| 5-е издание              | 1992            | |
| Издание 5.5              | 1998            | |
| 20th Anniversary Edition | 2001            | |
| 6-е издание              | 2004            | |
| 7-е издание              | 2014            | Правила существенно переработаны Полом Фрикером и Майком Мэйсоном. Новая обложка и полноцветный макет. Версия для печати выпущена весной 2016 г. |

## Сценарии
К игре издано большое количество различных сценариев, в текущий момент на русском языке представлены:

### «Наедине с пламенем»
Книга-приключение для одного игрока без ведущего. Обучает игрока с основными игровыми механиками и предлагает мистическую историю о глухой деревушке с загадочными традициями. Входит в Стартовый набор.
Дата выхода: август 2016.

### «Бумажный след»
Вводное приключение для нескольких сыщиков. Позволяет игровой группе познакомиться с основными игровыми механиками и сталкивает их с миром Мифов Ктулху в, казалось бы, совершенно тривиальном расследовании. Входит в Стартовый набор.

### «Грань тьмы»
Первое полноценное расследование для группы сыщиков до 2 игровых сессий. Входит в Стартовый набор.

### «Мертвецкий стомп»
История в антураже Гарлема, блюза и мистических воскрешений. Входит в Стартовый набор.

### «Тень над Провиденсом»
Сыщики посещают загадочную выставку на тему Древнего Египта, где сталкиваются с жутким убийством. Бесплатное цифровое дополнение к Стартовому набору.

### «Безымянный туман»
Сыщикам предстоит расследовать череду смертей и исчезновений, связанных в жуткую цепочку. Фанатское приключение, бесплатное цифровое издание.

### «Погоня в поезде»
Сыщики отправляются дальнюю дорогу на поезде, однако, по их следу уже идут недоброжелатели. Фанатское приключение, бесплатное цифровое издание.

## Награды
Игра получила несколько крупных наград:
- 1982, Origins Awards, Лучшая ролевая игра
- 1981, Game Designer's Guild, Select Award
- 1985, Games Day Award, Лучшая ролевая игра
- 1986, Games Day Award, Лучшая современная ролевая игра
- 1987, Games Day Award, Лучшая другая ролевая игра
- 1993, Leeds Wargame Club, Лучшая ролевая игра
- 1994, Gamer's Choice Award, Зал славы
- 1995, Origins Award, Зал славы [6]
- 2001, Origins Award, лучшая графическая презентация книжного продукта (для издания Call of Cthulhu, посвященного 20-летию)
- 2003 читатели GamingReport.com назвали ее лучшей ролевой игрой в жанре Gothic/Horror RPG